# Appliance UTM FAST360
Une appliance UTM FAST360, solution éditée par Arkoon Network Security (qui devient Stormshield à la suite de son rachat par la société Airbus), est un boitier multifonctions pour la protection des systèmes d'information des entreprises.
Ces appareils intègrent des services de sécurité (pare-feu applicatif, anti-spam, Antivirus, filtrage URL), des fonctions de routage (gestion de VLAN, routage dynamique) et des fonctions de qualité de services (gestion de bande passante, répartition de charge).
Les appareils Arkoon FAST360 sont certifiés Critères communs niveau EAL2+.[réf. souhaitée]

## Liste des appareils UTM FAST360
Gamme NPA (Network Processor Appliance)
Basées sur les processeurs multicœurs Cavium Octeon
- Small series : ces appareils de sécurité embarquent toutes les fonctions de filtrage applicatif, de VPN IPSEC et d’analyse de contenu. Ils s'adressent aux sites distants des moyennes et grandes entreprises ou des sites principaux des petites entreprises[1].
- Medium series : cette série combine sécurité périmétrique multifonction, performance et haute connectivité. Elle est destinée aux grandes et moyennes entreprises[2].
- Large series : cette série bénéficie des dernières évolutions des technologies de filtrage FAST qui assurent, en temps réel, la détection et la neutralisation des attaques applicatives tout en garantissant la disponibilité de l’information grâce à des mécanismes de clustering, de redondance de lien et de qualité de service (Qos)[3].